# Powiat

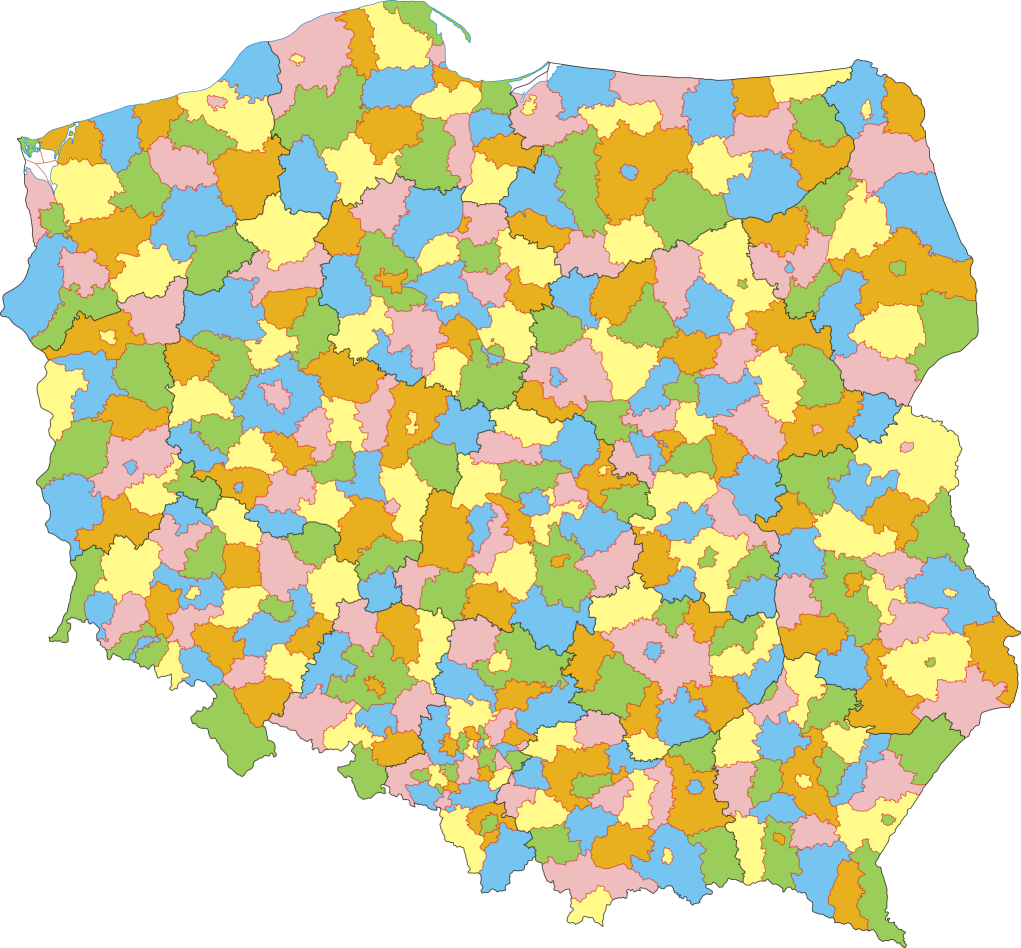
Powiats in Polen

Een powiat (uitspraak: [ˈpɔvʲat], ong. poviat) is een bestuurlijk niveau in Polen en staat boven de gmina. Het komt ruwweg overeen met een graafschap, district, arrondissement of prefectuur in andere landen. Er zijn 314 powiats in 2016.
Een powiat is onderdeel van een woiwodschap en bestaat uit meerdere gemeenten (de gmina).
Er zijn 66 steden met de status powiat grodzki (o.a. Warschau, Szczecin, Piotrków Trybunalski en Sopot) die niet onder een andere powiat vallen. Dit zijn steden met zelfstandig bestuur (stadsdistrict) en voornamelijk steden met meer dan 100.000 inwoners.